# Куршська коса
55°16′ пн. ш. 20°58′ сх. д. / 55.267° пн. ш. 20.967° сх. д.
Ку́ршська коса́ (нім. Kurische Nehrung, лит. Kuršių nerija, рос. Куршская коса) — піщана коса на узбережжі Балтійського моря. Довжина — 98 км, ширина коливається від 400 м (у районі селища Лісне) до 3,8 кілометрів (у районі мису Бульвікіо, північніше Ніди). Тут зустрічаються різні пейзажі: піщано-пустельний, хвойні ліси, березняки заходу Росії. Коса простягається від Зеленоградська в Калінінградській області Росії до литовської Клайпеди. Фактично коса є півостровом, оскільки в районі Клайпеди лежить протока, яка з'єднує Куршську затоку з Балтійським морем.
Назва коси походить з часів панування Тевтонського ордену і вказує на назву племені куршів, які жили тут до колонізації Пруссії німцями. До цього ж етноніму належить також топонім Курляндія. До 1945 року ця територія належала німецькій провінції Пруссія.
У наш час частина Куршської коси належить Калінінградській області Російської Федерації, частина — Литві. Кордон розташований на сорок дев'ятому кілометрі коси (якщо рахувати від Зеленоградська). На російській частині коси розташований національний парк «Куршська коса» (статус національного наданий у 1987 році) і населені пункти: сел. Лісне, Рибачий і Морське. Найбільше поселення на литовській половині — селище Ніда, інші селища — Прейла, Пярвалка, Юодкранте і Смілтіне. Для спрощення адміністративно-територіального управління всі селища литовської сторони коси, крім Смілтіне, яке входить до Клайпеди, формально об'єднані в місто Нярінга.
У 2000 році Куршська коса була включена до списку Всесвітньої спадщини ЮНЕСКО.
Сприятливі кліматичні умови дозволяють відпочивати на косі в період з травня по листопад.

## Визначні місця
- Одні з найвищих у Європі піщаних дюн (до 60 м), найпривабливішою з яких є рухома дюна «Ефа».
- Унікальне озеро «Лебідь»
- «Королівський бір».

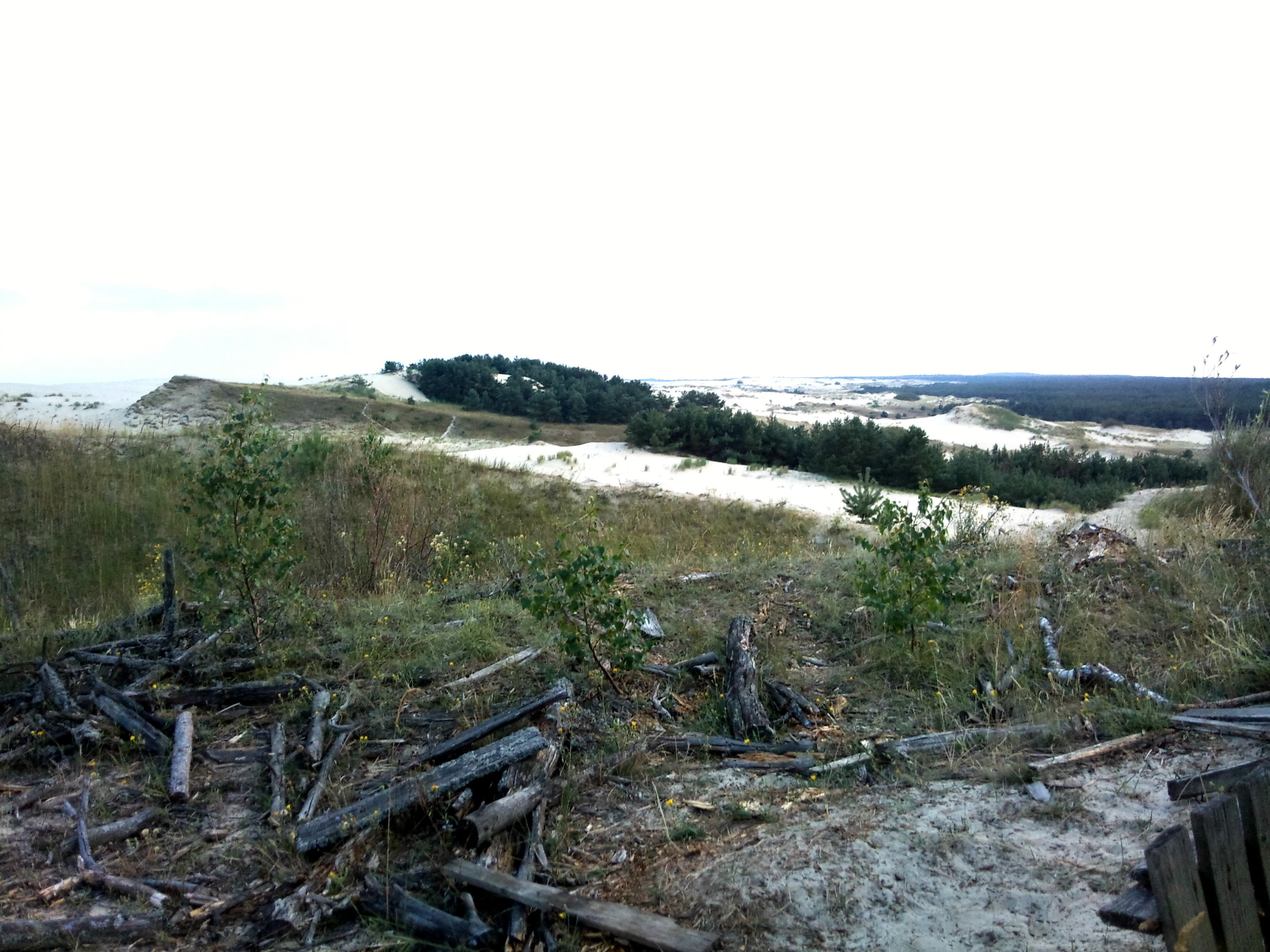
Вид з дюни Ефа (серпень 2010 р.)
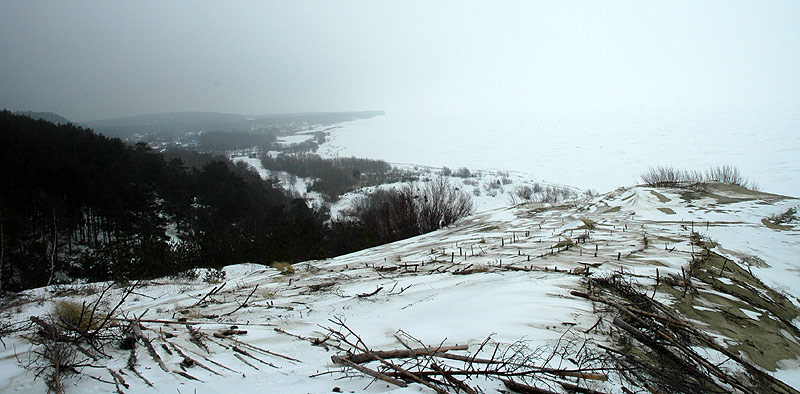
Вид з дюни Ефа (зима 2006 р.)
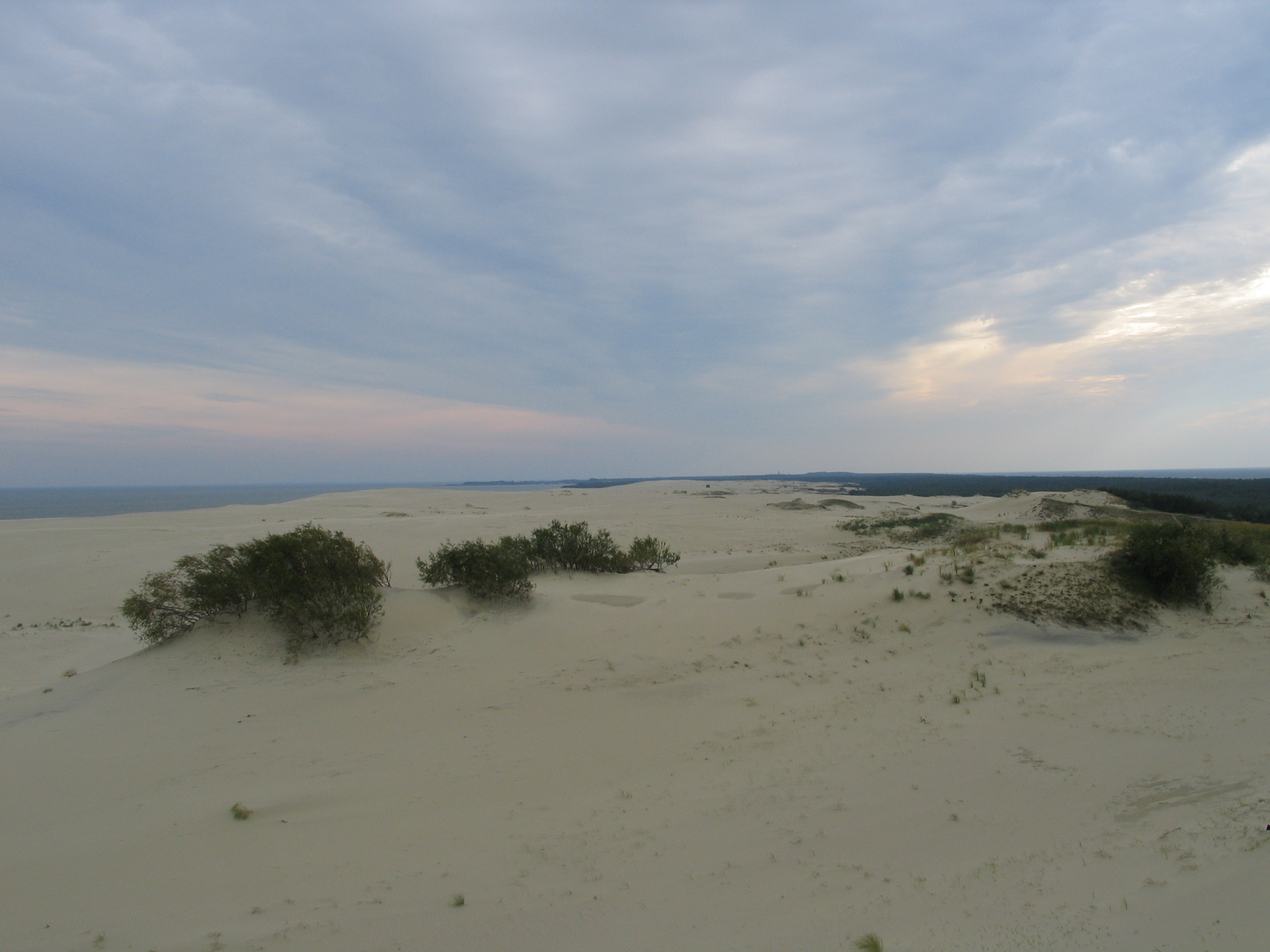
Вид на дюну Ефа (вересень 2005 р.)
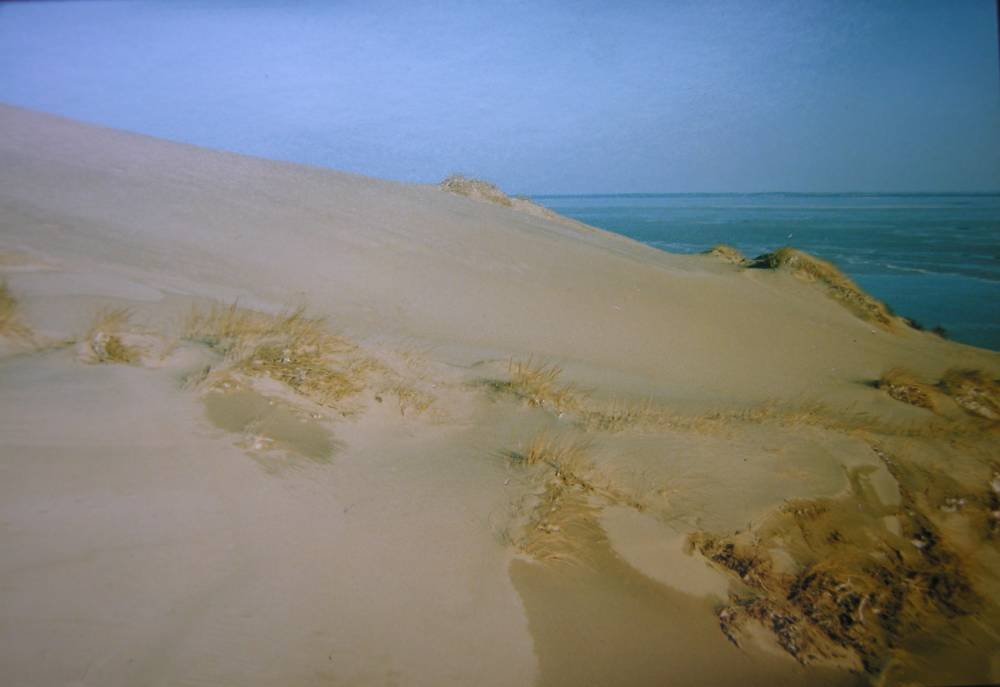
Куршська коса між Пярвалкою і Юодкранте
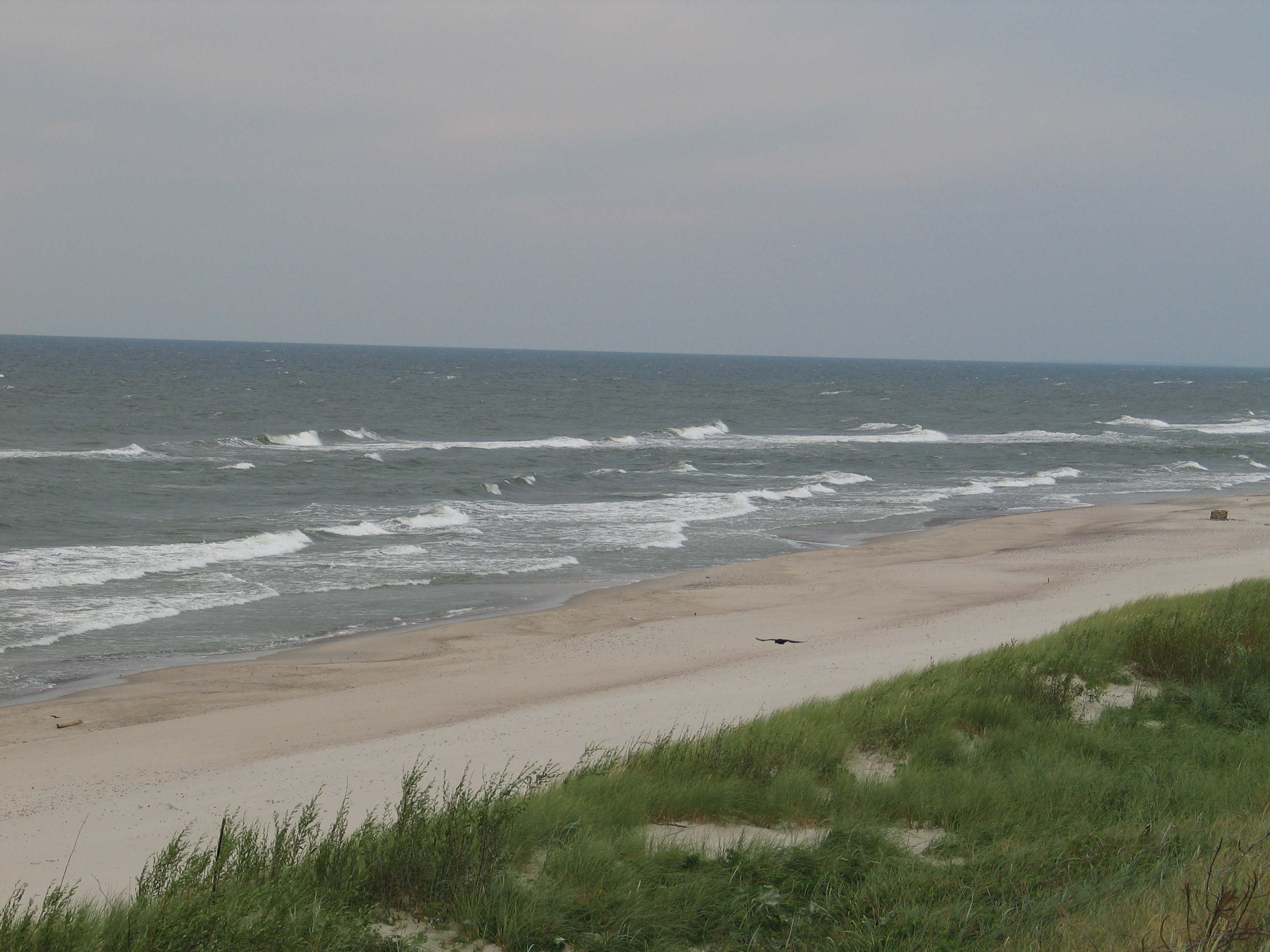
Піщаний пляж на узбережжі Балтійського моря
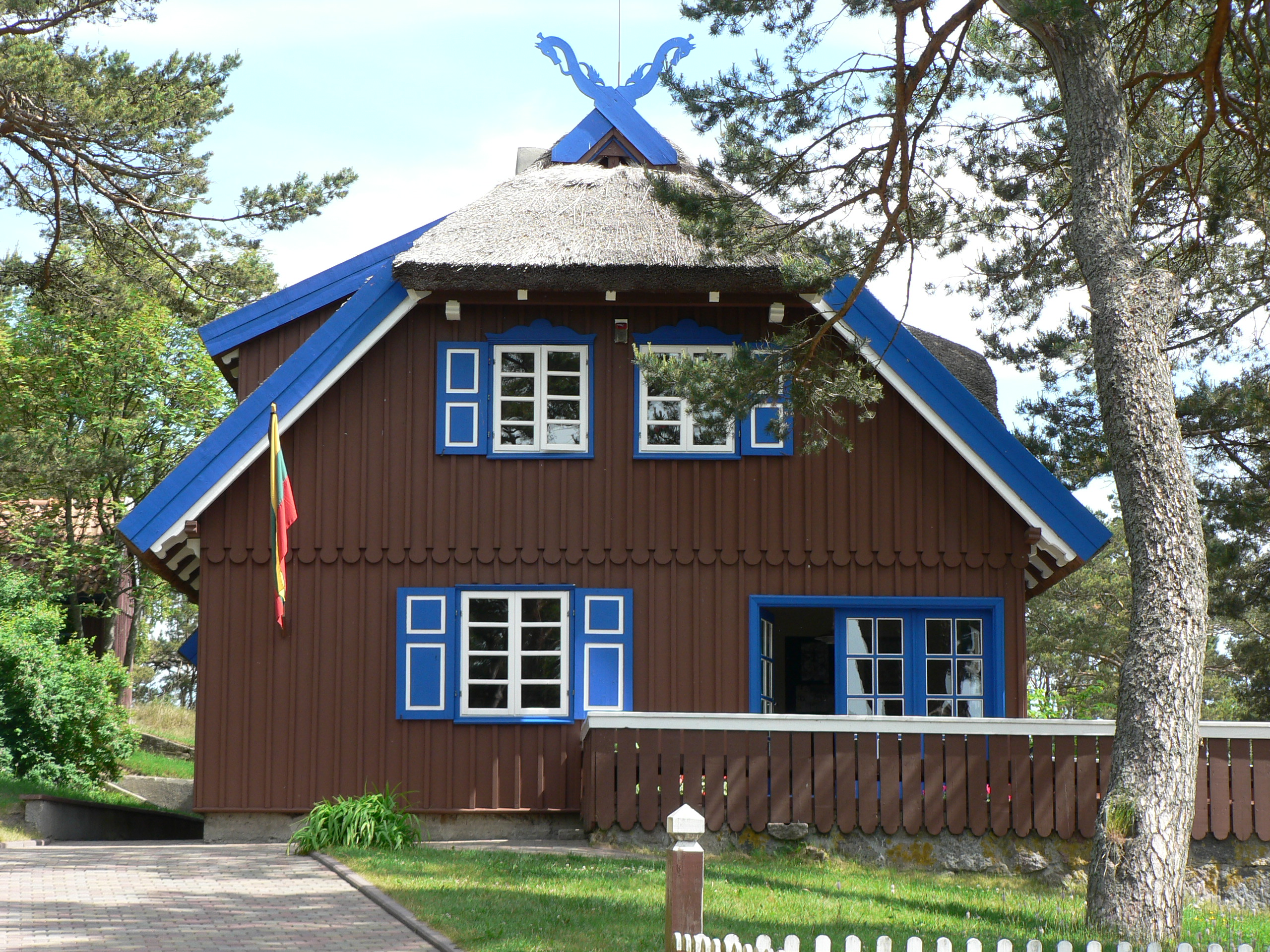
Будинок Томаса Манна в Ніді
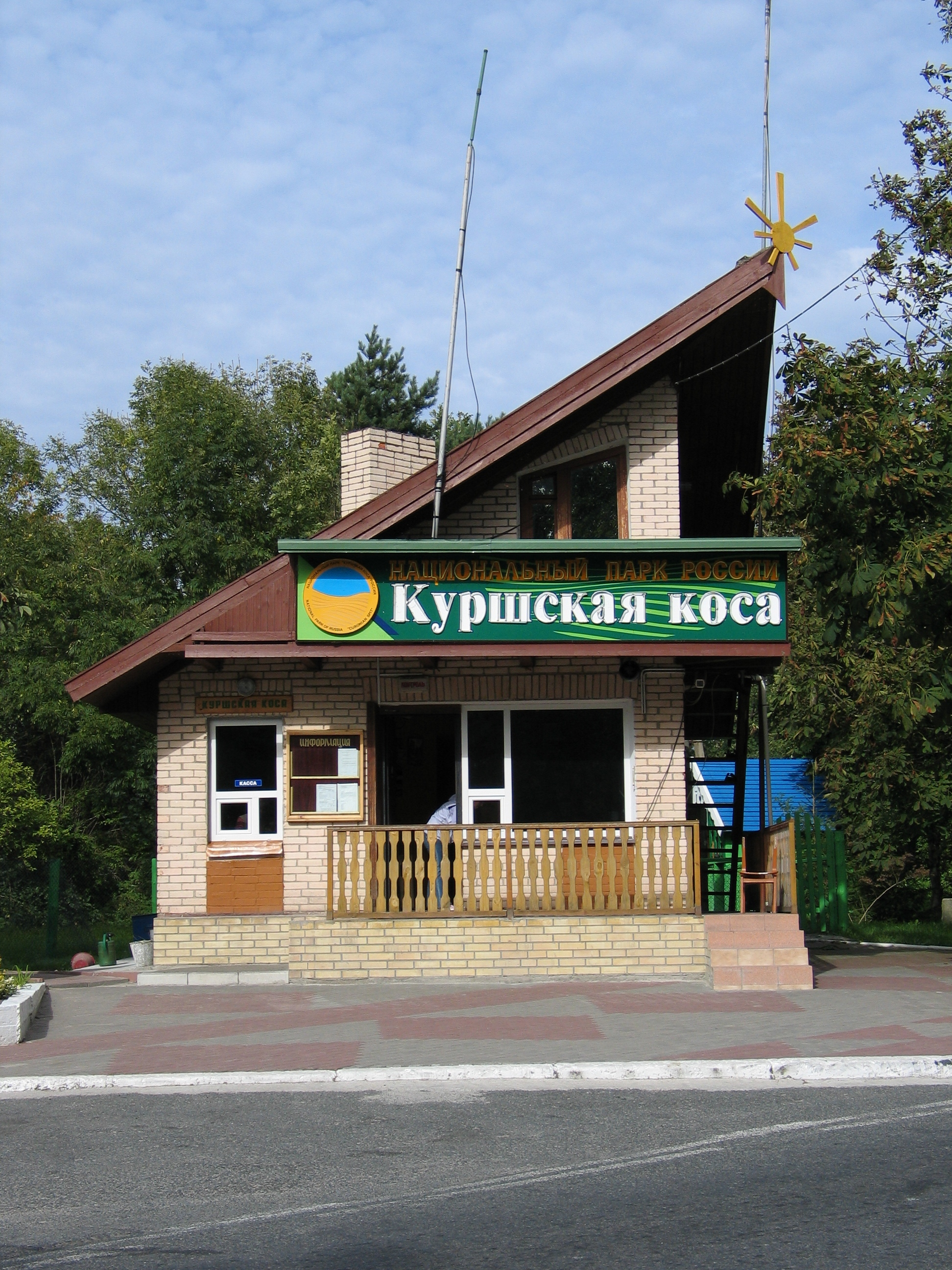
КПП «Куршська коса» з російського боку кордону

## Природа
72 % території займають ліси, в яких росте близько 600 видів дерев, кущів і трав. Фауна налічує 296 видів наземних хребетних, у тому числі: лось, сарна, кабан, лисиця звичайна та ін.
Куршську косу називають пташиним мостом. По ньому проходить давній міграційний шлях пташок (150 видів) з північних районів Європи до південних районів Європи і Північної Африки. На косі діє одна з перших у світі орнітологічних станцій.
Є піщані пляжі, які дозволяють скупатися як у прісноводній затоці, так і в солоному Балтійському морі.